# Максимијан Цариградски
Максимијан Цариградски је био Цариградски патријарх у периоду од 431. до 434. године.
По пореклу, Максимијан је био из Рима. У Цариград је дошао послом, из неког разлога се дуже задржао у граду. Када је Несторије Цариградски скинут са престола Цариградске патријаршије, за новог патријарха избран је Максимијан..